# 科澤萊茨區

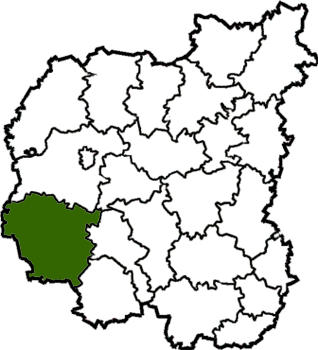
科澤萊茨區在切爾尼戈夫州的位置

科澤萊茨區（烏克蘭語：Козелецький район），是烏克蘭北部切爾尼戈夫州的一個旧區，行政中心設於科澤萊茨，面積2,660平方公里，2011年人口49,636，人口密度每平方公里18.66人。